# Atlantis (film fra 1921)
 For alternative betydninger, se Atlantis (flertydig). (Se også artikler, som begynder med Atlantis)
Atlantis er en stumfilm fra 1921 af Jacques Feyder.

## Medvirkende
- Jean Angelo som Morhange
- Stacia Napierkowska som Antinea
- Georges Melchior som de Saint-Avit
- Marie-Louise Iribe som Tanit-Zerga
- Abd-el-Kader Ben Ali som Cegheir ben Cheik
- Mohamed Ben Noui som Guide Bou-Djema
- Paul Franceschi
- André Roanne som Segheïr ben Cheïkh
- René Lorsay som Ferrières